# Fibra óptica multimodo

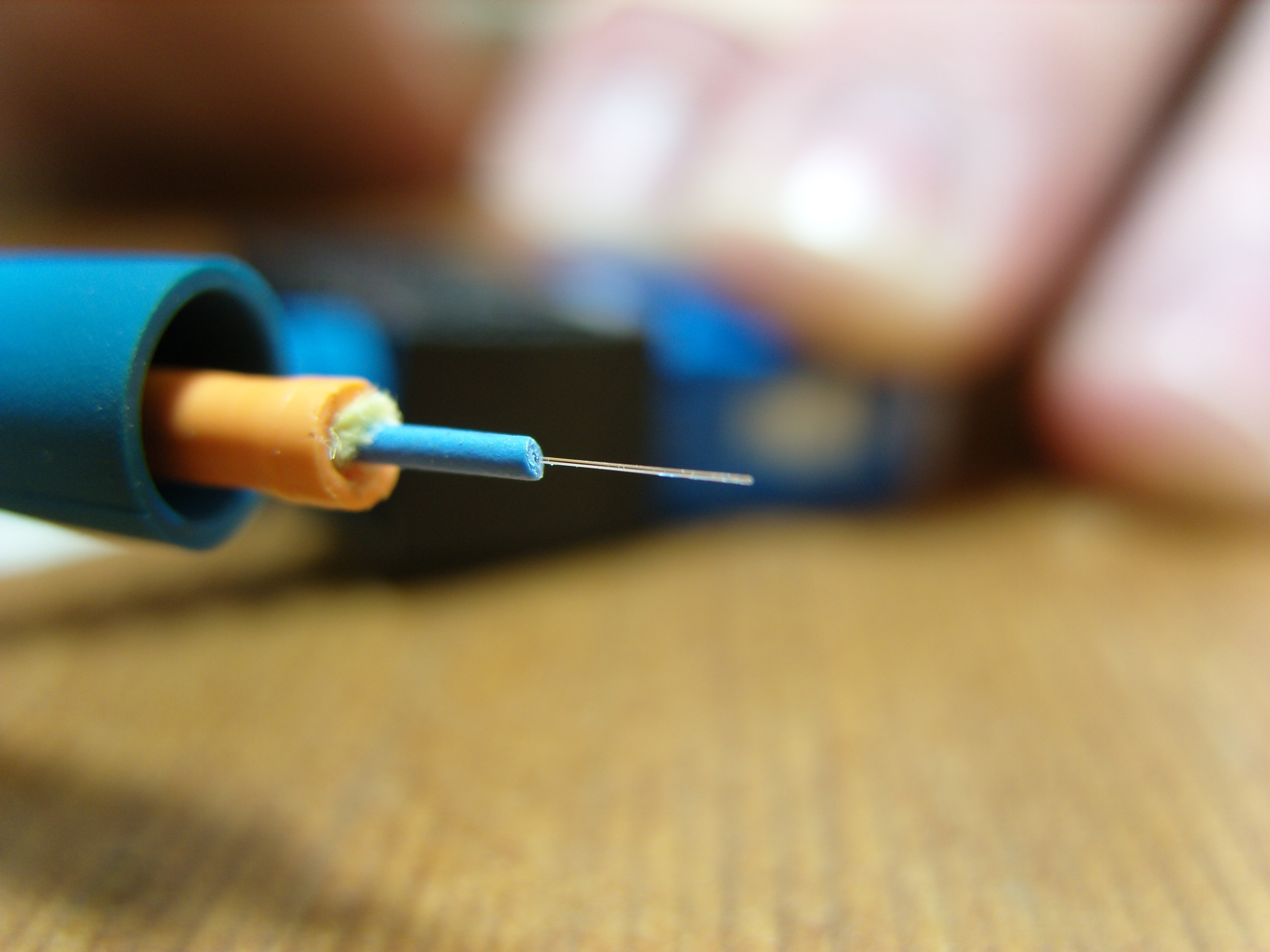
Una fibra óptica multimodo despojada.

La fibra óptica multimodo es un tipo de fibra óptica mayormente utilizada en el ámbito de la comunicación en distancias cortas, como por ejemplo en un edificio o un campus. Los enlaces multimodo típicos tienen una velocidad de datos desde los 10 Mbit/s a los 10 Gbit/s en distancias de hasta 600 metros (2000 pies). Las fibras multimodo tienen un diámetro de núcleo grande que le permite a múltiples modos de luz ser propagados y limita la longitud máxima de transmisión debido a la dispersión intermodal.

## Aplicaciones
El equipo utilizado para las comunicaciones sobre fibra óptica multimodo es más barato que el utilizado para la fibra óptica monomodo. La velocidad típica de transmisión los límites de distancia está ubicado en los 100 Mbit/s en distancias de hasta 2 kilómetros (100BASE-FX), 1 Gbit/s hasta 1000 metros y 10 Gbit/s hasta los 550 metros.
Dada su alta capacidad y fiabilidad, la fibra óptica multimodo se utiliza generalmente para aplicaciones troncales en edificios. Un número de usuarios en aumento disfrutan de los beneficios de la fibra cercana al usuario utilizándola en su propio domicilio.
Las arquitecturas estándar como los cableados centralizados ofertan al usuario la habilidad de hacer uso de las capacidades de la fibra en cuanto a distancia centralizando la electrónica en una habitación dedicada a ésta.

## Comparación con la fibra óptica monomodo
La principal diferencia entre la fibra óptica multimodo y la monomodo es que la primera tiene un diámetro mucho más amplio, entre los 50-100 micrómetros; mucho más grande que la longitud de onda de la luz que porta.
Gracias al mayor diámetro y también a la posibilidad de una apertura numérica mayor, la fibra óptica multimodo tiene una capacidad de recolección de luz mayor que la fibra óptica monomodo. En términos prácticos, el mayor tamaño del núcleo simplifica las conexiones y también permite el uso de componentes electrónicos de bajo coste como diodos emisores de luz o VCSEL los cuales operan en una longitud de onda desde los 850 hasta los 1300 nanómetros (las fibras monomodo usados en telecomunicación operan entre 1310 y los 1550 nanómetros y requieren de fuentes de luz láser considerablemente más caras. La fibra óptica multimodo, comparada con su antecesora, posee un producto ancho de banda-distancia menor. Apoyada en su mayor diámetro, la fibra óptica multimodo soporta más de un solo tipo de propagación, por lo tanto, está limitado por la dispersión intermodal, mientras que la monomodo, no.
Las fuentes de luz LED, en ocasiones utilizadas en la fibra óptica multimodo producen un rango de longitudes de ondas y estas se propagan a diferentes velocidades. Esta dispersión cromática es otro límite de la longitud útil del cable de fibra óptica. En contraste, los lasers utilizados para conducir la luz en la fibra óptica monomodo produce una luz coherente de sólo una longitud de onda. Dada su dispersión, la fibra óptica multimodo posee un ratio de esparcimiento de los pulsos mayor que la fibra óptica monomodo, limitando así, la capacidad de transmisión de la información en la fibra óptica multimodo.
Las fibras monomodo se usan regularmente en investigación científica de alta precisión porque la restricción de la luz en un solo modo de propagación le permite estar enfocada en un punto intenso de límite de difracción.
A veces se usa el color de la funda para distinguir los cables multimodo de los monomodo. El estándar TIA-598C recomienda, para aplicaciones no militares, el uso de una funda amarilla para la fibra monomodo, y una naranja o aqua para la fibra multimodo, dependiendo del tipo. Algunos proveedores usan el violeta para distinguir las fibras de comunicaciones OM4 de alto desempeño de otros tipos.

## Tipos
En adición a lo ya explicado, las fibras multimodo también se identifican por un sistema de clasificación determinado por el estándar ISO 11801 --- OM1, OM2 y OM3 --- el cual está basado en el ancho de banda modal de la fibra multimodo.
El OM4 se finalizó en agosto de 2009, y fue publicado al final del mismo año. El cableado OM4 soportaría conexiones de 125 metros entre 40 y 100 Gbit/s. Las letras OM significan “Optical Multi-mode”.
Durante muchos años, el OM1 y OM2 tuvieron muy diversas aplicaciones. Estas fibras soportan fácilmente aplicaciones desde Ethernet (10 Mbit/s) hasta GbEthernet (10 Gbit/s) y fueron ideales para su utilización junto con transmisores LED.
Las fibras con designación OM3 proveen el ancho de banda suficiente para soportar conexiones Ethernet de 10 Gbit/s hasta los 300 metros. Los fabricantes de fibra óptica han refinado enormemente su proceso de manufacturación desde que el estándar fue implantado y los cables fueron hechos para soportar 10 GbE hasta 400 metros.
La migración hasta LOMMF/OM3 ha hecho que los usuarios migren a conexiones más rápidas.
Los LEDs tienen una tasa de modulación máxima de 622 Mbit/s ya que no pueden ser encendidos o apagados lo suficientemente rápido para soportar aplicaciones que requieran un ancho de banda mayor. Los láser VCSELs soportan una modulación de hasta 10 Gbit/s y son utilizados en muchas redes de alta velocidad.
Los cables se distinguen por el color del revestimiento que los cubren: para el OM1 y OM2 se recomienda el color naranja, mientras que el color “Aqua” es el recomendado para los OM3 y OM4, para definir que están optimizados para láser.
La dispersión modal de los VCSEL es medida por el “differential modal delay” (DMD). Ésta es causada por diferentes velocidades en modos individuales de un pulso de luz. El efecto red causa que la luz se esparza conforme va aumentando la distancia. Cuando mayor sea la distancia, mayor será la dispersión. Para combatir la dispersión, se manufactura el tipo de fibra LOMMF (Laser optimized multi-mode fiber) como forma de eliminar variaciones en la fibra las cuales puedan afectar a la velocidad de viaje del pulso de luz.
Para obtener mejores prestaciones que estas deberemos acudir a la Fibra Óptica Monomodo.

## Comparativa
| Categoría                                                      | Ancho de banda modal mínimo 850 / 953 / 1300 nm | Ethernet rápido 100BASE-FX | 1 Gb (1000 Mb) Ethernet 1000BASE-SX | 1 Gb (1000 Mb) Ethernet 1000BASE-LX                                    | 10 Gb Ethernet 10GBASE-SR | 40 Gb Ethernet 40GBASE-SWDM4 | 40 Gb Ethernet 40GBASE-SR4 | 100 Gb Ethernet 100GBASE-SR10 |
| -------------------------------------------------------------- | ----------------------------------------------- | -------------------------- | ----------------------------------- | ---------------------------------------------------------------------- | ------------------------- | ---------------------------- | -------------------------- | ----------------------------- |
| FDDI (62.5/125)                                                | 160 / – / 500 MHz·km                            | 2000 m                     | 220 m                               | 550 m (se requiere un cable de conexión de acondicionamiento de modo)  | 26 m                      | No respaldado                | No respaldado              | No respaldado                 |
| OM1 (62.5/125)                                                 | 200 / – / 500 MHz·km                            | 2000 m                     | 275 m                               | 550 m (se requiere un cable de conexión de acondicionamiento de modo)  | 33 m                      | No respaldado                | No respaldado              | No respaldado                 |
| OM2 (50/125)                                                   | 500 / – / 500 MHz·km                            | 2000 m                     | 550 m                               | 550 m (se requiere un cable de conexión de acondicionamiento de modo)  | 82 m                      | No respaldado                | No respaldado              | No respaldado                 |
| OM3 (50/125) *Optimizado Láser*                                | 1500 / – / 500 MHz·km                           | 2000 m                     | 550 m                               | 550 m (no se debe usar cable de conexión de acondicionamiento de modo) | 300 m                     | 240m Duplex LC               | 100 m (330 m QSFP+ eSR4)   | 100 m                         |
| OM4 (50/125) *Optimizado Láser*                                | 3500 / – / 500 MHz·km                           | 2000 m                     | 550 m                               | 550 m (no se debe usar cable de conexión de acondicionamiento de modo) | 400 m                     | 350m Duplex LC               | 150 m (550 m QSFP+ eSR4)   | 150 m                         |
| OM5 (50/125) "Multimodo de banda ancha" para WDM de onda corta | 3500 / 1850 / 500 MHz·km                        | 2000 m                     | 550 m                               | 550 m (no se debe usar cable de conexión de acondicionamiento de modo) | 400 m                     | 350m Duplex LC               | 150 m (550 m QSFP+ eSR4)   | 150 m                         |